# Lost in City Lights
Lost in City Lights è l'album di debutto del gruppo canadese The New Cities, uscito il 5 maggio 2009.

## Tracce
1. Hypertronic Superstar – 2:53
2. Dead End Countdown – 3:14
3. Take It Back/Cheat Again – 3:12
4. Looks Minus Substance – 3:10
5. Leaders of the Misled – 2:55
6. Lost in City Lights – 3:29
7. Far Beyond – 3:25
8. X-Revolution (Settling For Second Best) – 3:20
9. Low Radiation – 3:30
10. Modern Ghosts – 2:46
11. Sinking Has Never Been So Easy – 3:56

### Tracce bonus
La versione iTunes dell'album include una versione alternativa di Low Radiation come traccia bonus.